# Ürümqi

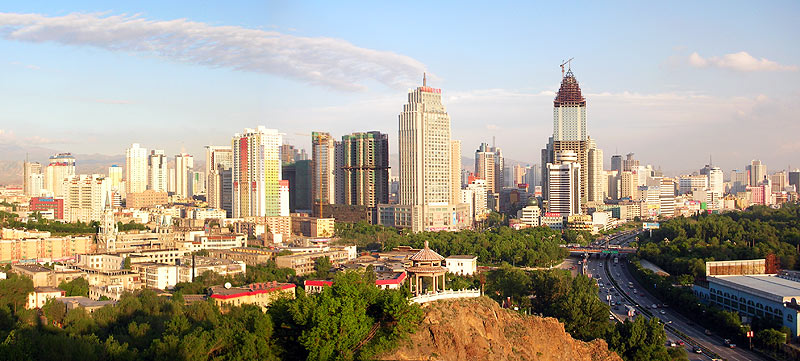
Vedere a oraşului Ürümqi

Ürümqi (în chineză: 乌鲁木齐; pinyin: Wūlǔmùqí, în uigură ئۈرۈمچى, transliterat: Ürümchi) este un oraș în nord-vestul Chinei, în regiunea autonomă Xinjiang. Cu o populație de 1,5 milioane de locuitori, este cel mai mare oraș din vestul Chinei. Deși face parte din China, orașul este mai apropiat de Asia Centrală, nu numai geografic dar și cultural și economic.

## Economie
Ürümqi are un produs intern brut de US$2130 (2003).